# Diósgyőr
Diósgyőr est une ancienne localité hongroise, rattachée en 1945 à Miskolc. Amputé de Bulgárföld et de Diósgyőr-Vasgyár, il s'agit désormais d'un quartier à part entière de la ville, situé au pied du massif du Bükk. On y trouve notamment les ruines du château de Diósgyőr.